# Рамона (фильм, 1910)
«Рамона» (англ. Ramona) — американский немой короткометражный художественный фильм Дэвида Гриффита по одноимённому роману Хелен Хант Джексон. Премьера состоялась в США 23 мая 1910 года. Копия фильма хранится в архиве Библиотеки Конгресса США.
Некоторые сцены были сняты в городе Филмор в Калифорнии.

## Сюжет
Рамона, девушка-сирота, выросшая на ранчо в Калифорнии у приёмной матери, влюбляется в Алессандро. Они намереваются пожениться, но Рамоне отказано в разрешении на вступление в брак с Алессандро, и пара решает бежать, несмотря на грядущие трудности и несчастья.

## В ролях
- Мэри Пикфорд — Рамона
- Генри Вольтхолл — Алессандро
- Френсис Дж. Грэндон — Фелипп
- Кейт Брюс — Мать
- Кристи Миллер
- Дороти Бернард
- Гертруда Клер — Женщина с Востока
- Роберт Харрон
- Делл Хендерсон
- Мэй Марш
- Фрэнк Опперман
- Энтони О`Салливан
- Джек Пикфорд — мальчик
- Мак Сеннет
- Чарльз Уэст
- Дороти Уэст